# Henri Grégoire (historicus)
Clément Gustave Henri Grégoire (Hoei, 21 maart 1881 - Rosières, 26 september 1964) was een Belgisch historicus en filoloog. Als classicus was hij de grondlegger van de byzantinistiek in België. Grégoire was hoogleraar aan de Université libre de Bruxelles.

## Levensloop

### Afkomst en opleiding
Hij was de zoon van magistraat Fernand Grégoire, die een carrière als procureur des Konings uitbouwde, en van Laure Dufrénoy, die van Franse afkomst was. Via zijn moeder had hij onder meer dichteres Adélaïde Dufrénoy , geoloog Armand Dufrénoy en historicus Antoine Jay als voorouders.
Grégoire voltooide het middelbaar onderwijs aan het atheneum van zijn geboortestad. Bij het uitbreken van de Grieks-Turkse Oorlog in 1897 begon hij zich voor het oosten en haar geschiedenis te interesseren. Zijn vader wilde hem na zijn middelbare studies graag rechten laten studeren maar hij koos ervoor om Klassieke filologie te gaan studeren aan de Universiteit van Luik. Hij kreeg er les van onder meer Godefroid Kurth, Charles Michel, Léon Parmentier en Maurice Wilmotte en behaalde er in 1902 het doctoraat in de Wijsbegeerte en Letteren. Met een reisbeurs die hij won ging hij naar de Universiteit van München waar hij les volgde bij Karl Krumbacher, die er enkele jaren eerder de leerstoel Byzantinistiek had opgericht. Aan de Universiteit van Berlijn volgde hij nadien nog seminaries van Ulrich von Wilamowitz-Moellendorff. In Parijs bezocht hij in 1903 en 1904 de École pratique des hautes études van de Sorbonne, waar hij les kreeg van de hellenist Victor Bérard, de historicus Gabriel Millet en de schrijver Ioannis Psycharis. Aan het Institut Catholique de Paris initieerde hij zich vervolgens in het Syrisch.
Eind 1904 werd Grégoire aan de slag als secretaris-vertaler bij de Commissie-Janssens die voorgezeten werd door zijn oom Edmond Janssens, advocaat-generaal van het Hof van Cassatie. Na de ontbinding van de commissie het jaar nadien reisde hij naar het Nabije Oosten en ging vervolgens naar de École française d’Athènes waar hij tot 1909 de Byzantijnse literatuur en epigrafie bestudeerde.

### Hoogleraar aan de ULB
Bij zijn terugkeer in België in 1909 werd Grégoire benoemd tot docent aan de Université libre de Bruxelles waar hij de leerstoel Grieks overnam van Alfons Willems. Twee jaar later werd hij er buitengewoon hoogleraar en gaf er eveneens de vrije colleges in het middeleeuws Grieks en het modern Grieks. Net voor het uitbreken van de Eerste Wereldoorlog werd hij benoemd tot hoogleraar. Omdat de universiteit gesloten bleef tijdens de oorlog, ging hij aan de slag als leraar geschiedenis in enkele Brusselse scholen. Bij de heropening van de universiteit ging Grégoire er opnieuw doceren en hij voegde nog de vakken Geschiedenis van de Griekse literatuur, Griekse epigrafie en Griekse paleografie toe aan zijn lessenpakket.
Op vraag van koning Fouad ging Grégoire in 1925 aan de slag als decaan van de faculteit Letteren van de Universiteit van Caïro om er het onderwijs te organiseren. Hij bleef er ruim twee jaar actief.
Bij zijn terugkeer eind 1927 hervatte Grégoire zijn taak als hoogleraar aan de Brusselse universiteit. Van 1929 tot 1932 was hij decaan aan de faculteit Letteren en Wijsbegeerte en kreeg de toestemming om met het college Byzantijnse geschiedenis te starten. In 1930 richtte hij het Instituut voor Oosterse en Slavische Talen en Geschiedenis op en hij wist een aantal toonaangevende byzantinisten zoals Nicolas Adontz, Ernst Stein, Ernst Honigmann en Paul Wittek aan te trekken.

### Tweede Wereldoorlog en nadien
Tijdens de Tweede Wereldoorlog week Grégoire uit naar de Verenigde Staten. In New York gaf hij vanaf oktober 1940 les aan de The New School for Social Research. Vanaf 1942 was hij eveneens actief aan de École libre des hautes études die door de gevluchte Fransen Henri Focillon en Jean Perrin was opgericht. Grégoire gaf er les en nam de redactie van het schooltijdschrift Renaissance voor zijn rekening. Hij was eveneens gastprofessor aan de Universiteit van Californië - Berkeley.
Na de oorlog nam Grégoire zijn taken aan de Brusselse universiteit terug op en in 1951 werd Grégoire toegelaten tot het emeritaat. Hij kreeg de uitzonderlijke toestemming om zijn college over de Byzantijnse geschiedenis, waarvan hij de Belgische pionier was, nog gedurende drie jaar te blijven doceren aan de Brusselse universiteit.
Grégoire stierf in 1964 op 83-jarige leeftijd in het Waals-Brabantse Rosières. Hij ligt begraven op het kerkhof van Etterbeek.

## Werk
Tijdens zijn periode aan de École française d’Athènes verschenen de eerste publicaties van Grégoire over de Griekse epigrafie. In de reeks Studia pontica beschreef hij in de periode van 1906 tot 1910 een honderdtal inscripties die hij tijdens zijn reizen in Klein Armenië had bestudeerd. In 1922 gaf de Franse Académie des inscriptions et belles-lettres het werk Inscriptions grècques chrétiennes d'Asie Mineure uit.
Vanaf de jaren 1920 zou hij zich nog uitsluitend met de byzantinistiek bezig houden. De hellenistische studie van de periode tijdens het Byzantijnse Rijk werd lange tijd verwaarloosd en het was de Duitser Karl Krumbacker die te München de eerste leerstoel over de studie had opgericht. In België werd er op dat ogenblik nog geen onderzoek naar verricht. In 1922 vroeg Henri Pirenne hem om een afdeling over Byzantijnse studies te organiseren op het congres over de geschiedeniswetenschappen dat het jaar nadien in Brussel zou plaatsvinden.
Het congres was de start van een reeks driejaarlijkse byzantijnse congressen die in verschillende Europese hoofdsteden werden georganiseerd en waarin Grégoire een hoofdrol speelde. Op het eerste congres, dat in 1924 in Boekarest plaatsvond, werd de beslissing genomen om een tijdschrift over de Byzantijnse studie op te richten. Het jaar nadien richtte Grégoire samen met Paul Graindor van de Rijksuniversiteit Gent het internationale tijdschrift over de Byzantijnse studie Byzantion op. Samen namen ze de hoofdredactie ip zico tot Graindor, die inmiddels benoemd was tot hoogleraar in Caïro, er in 1931 mee stopte. Daarna zette Grégoire de hoofdredactie van het tijdschrift alleen verder.
In 1932 richtte Grégoire aan het Brusselse Instituut voor Oosterse en Slavische Talen en Geschiedenis het tijdschrift Annuaire de l’Institut de Philologie et d’Histoire Orientales et Slaves op en nam er eveneens de hoofdredactie van waar. Datzelfde jaar was hij samen met Joseph Bidez, Albert Carnoy en Franz Cumont medeoprichter van het tijdschrift L’Antiquité classique waaraan hij eveneens meewerkte.
Aan de Koninklijke Bibliotheek van België stichtte hij in 1948 het Byzantijns en Nieuwgrieks Fonds. Als directeur van het fonds gaf hij er regelmatig lezingen. Eveneens dat jaar was hij tijdens het congres van Brussel medeoprichter van de International Association of Byzantine Studies, de internationale vereniging van byzantinisten, waarvan Paul Lermerle de eerste voorzitter werd. Met steun van de vereniging was Grégoire een jaar later de oprichter van het vulgariserende tijdschrift La Nouvelle Clio, dat geschiedkundige ontdekkingen behandelde. Het tijdschrift verscheen tot in 1960. In 1956 was hij medeoprichter van het Het Belgisch Genootschap voor Byzantijnse Studies.
Tussen 1900 en 1964 publiceerde Grégoire ruim zeshonderd verhandelingen en wetenschappelijke artikelen. Als klassieke Griekse geleerde, publiceerde hij het werk van Euripides in de Collection des Universités de France, en samen met Marc-Antoine Kugener, publiceerde hij in 1930 de biografie van Marcus Diaconus over Porfirius van Gaza.
Hij publiceerde een belangrijke byzantijnse monografie over Digenis Akritas en een studie over het leven van Eusebius van Caesarea tijdens diens periode als raadsheer van Constantijn de Grote. Verder publiceerde hij nog over de Amorische dynastie en over christelijke bewegingen zoals het monofysitisme en het paulicianisme.

## Literaire tijdschriftLe Flambeau
Tijdens de Eerste Wereldoorlog ging Grégoire in het verzet en in maart 1918 was de medeoprichter van het clandestiene liberale dagblad Le Flambeau dat vooral inging op politieke en literaire kwesties. Na de oorlog werd het blad omgevormd tot een maandblad dat bleef bestaan tot in 1976. Grégoire werd directeur van het tijdschrift en in de loop der jaren publiceerde hij er vele vertalingen van Griekse tragedies.

## Publicaties (selectie)
- Recueil des inscriptions grecques-chrétiennes d'Asie Mineure, 1922 (heruitgegeven door Adolf Hakkert in 1968)
- La Vie de Porphyre, évêque de Gazan, est-elle authentique?, 1930 (samen met Marc-Antoine Kugener)
- La "conversion" de Constantin, 1931
- Où en est la question des Nibelungen ?, 1935
- Digénis Akritas et l'épopée byzantine, 1942 (eveneens vertaald in het Engels als Digenis Akritas: The Byzantine Epic in History and Poetry)
- Notice d’Iphigénie en Tauride, 1964
- Autour de L'épopée Byzantine, Londen, 1975 (verzameld werk)

## Onderscheidingen en lidmaatschap academies
Henri Grégoire kreeg een eredoctoraat aan de volgende universiteiten:
- Universiteit van Algiers (1935)
- Universiteit van Athene (1937)
- Universiteit van Sofia (1939)
- Universiteit van Parijs (1949)
- Aristoteles-universiteit van Thessaloniki (1951)
- Universiteit van Caïro (1953)
- Seminarium van Chalce (1953)
- Universiteit van Palermo (1962)

Hij werd in 1936 lid van de Koninklijke Academie van België nadat hij er in 1930 al corresponderend lid van was geworden. In 1951 werd hij verkozen tot geassocieerd lid van de Franse Académie des inscriptions et belles-lettres nadat hij er in 1936 al corresponderend lid van was geworden. Hij was verder erelid van de Roemeense Academie (1938), lid van de Kongelige Danske Videnskabernes Selskab (Denemarken, 1946), fellow van de Medieval Academy of America (1947), corresponderend lid van de Bayerische Akademie der Wissenschaften (Beieren, 1950) en lid van tal van andere academische genootschappen.